# Logicom
 (juin 2016).
Logicom est une entreprise de télécommunications française créée en 1994 et spécialisée dans le domaine de l'électronique grand public et plus particulièrement dans les terminaux de télécommunication.
Logicom est une structure familiale, dont le président du directoire est Bernard Bessis. Elle commercialise des équipements de communication permettant aux opérateurs de télécommunication, aux entreprises et aux particuliers de disposer de moyens de communication voix, données et vidéos. Logicom est fournisseur des opérateurs Orange, Bouygues Telecom, SFR, distributeur exclusif de la marque LG-Ericsson pour les téléphones IP sur le marché français. Elle est présente dans plus de 4 000 points de vente en France et plus de 1 000 points de vente à l’international.

## Historique
Logicom a été créée en 1994. En 1998, l'entreprise devient fournisseur de France Télécom ce qui lui permet de se faire connaître et de diversifier son activité. Cette même année, Logicom est sélectionnée par la marque Sanyo pour devenir son distributeur de produits audio-vidéo en France, en matière de vidéo projecteurs, home cinema, caméscopes et appareils photo numériques. 
En 2004, Logicom se lance dans la Téléphonie mobile en France en commercialisant des téléphones portables de la marque chinoise Amoi. En 2005, c’est au tour de LG-Ericsson d’utiliser le réseau de distribution de Logicom. La même année, l'entreprise se lance dans le domaine du multimédia et plus particulièrement des lecteurs MP3, en créant la marque D-JIX. En 2006, c’est au tour des lecteurs DVD portables d’être développés sous cette marque. 
Depuis 2007, Logicom travaille en partenariat avec la société Mappy pour la production et la distribution de ses GPS. En 2011, Logicom devient distributeur exclusif de Vivitek et les deux années suivantes, elle lance son activité robotique et en se lançant dans le marché des tablettes et smartphones.[réf. nécessaire]

## Produits
- Tablette : Logicom propose plusieurs modèles allant de 7 à 10.1 pouces, dotés d’une ou deux caméras, d’un processeur single, dual ou quad-core, pouvant se décliner avec ou sans fonction Bluetooth ou être agrémentés d’un clavier amovible. Elle propose aussi une tablette pour les jeunes enfants, la LogiKids.
- Téléphonie : téléphones mobiles (Smartphone sous Système d'exploitation Android), Téléphones fixes, Téléphone sans fil (technologie DECT), Téléphonie IP, babyphones
- Image & Son : lecteurs MP3/MP4 (marque D-JIX), lecteurs DVD portables, vidéoprojecteurs
- Navigation : GPS Mappy
- Robotique : Spy-C Tank (mini tank espion pilotable à distance à l’aide d’un smartphone ou d’une tablette), DiscoRobo (un robot danseur), WheeMe (un robot masseur)